# Ейдриън Маккинти
Ейдриън Маккинти (на английски: Adrian McKinty) е северноирландски писател, автор на произведения в жанровете исторически трилър, криминален роман и фентъзи.

## Биография и творчество
Ейдриън Маккинти е роден на 8 юни 1968 г. в Белфаст, Северна Ирландия. Израства в Карикфъргъс близо до Белфаст. Учи право в Университета Уоруик в Ковънтри и политика и философия в Оксфордския университет. След дипломирането си емигрира в САЩ. Работи в Харлем на временни места като охранител, треньор по ръгби, продавач на книги, пощальон и накрая служител в библиотеката на Колумбийския университет. Жени се за американка и получава американско гражданство. Има две деца.
Първият му роман „Orange Rhymes With Everything“ (Оранжеви рими във всичко) е издаден през 1997 г. В него засяга темата за вековния конфликт между протестанти и католици от страна на две гледни точки. Премества се в Денвър през 2001 г. и после в Боулдър, където преподава английски език в гимназията и продължава да пише.
Насочва се жанра на трилъра. През 2003 г. е издаден първият му роман „Ти и аз, моя любов“ от поредицата „Майкъл Форсайт“. Главен герой е бившият агент на ФБР, отговорен за ареста на мафиотска банда в Бостън, който се опитва да започне нов живот в Северна Ирландия, но попада в средите на банда ирландски престъпници. Там започва и любовна афера. Романът е в стил ноар, с включена ирония и черен хумор.
През 2012 г. с романа си „The Cold, Cold Ground“ (Студената, студена земя) започва поредицата от исторически детективски романи „Шон Дъфи“. Главният герой, сержант Шон Дъфи, е католическо ченге в средата на Ълстър. Разследва убийството на двама хомосексуалисти, чиито тела са осакатени и с откъсната лява ръка. Следващият му роман „I Hear the Sirens in the Street“ (Чувам сирените на улицата) получава наградата „Бари“, а третият му роман „In the Morning I'll be Gone“ (На сутринта ще бъда изчезнал) – наградата „Нед Кели“. Петият роман от поредицата „Rain Dogs“ (Дъждовни кучета) е удостоен с наградата „Едгар“ за най-оригинален роман.
С поредицата си „Фарът“ от 2006 – 2008 г. се насочва към фентъзи жанра. Главният герой Джейми е инвалид, и заедно с майко си се премества от Харлем в Ирландия, където семейстното наследява малкия остров Мък. Там той научава, че е наследник на древната титла – Владетеля на Мък, пазителят на пасажа, и открива в стария фар мистериозен предмет, с който се отправя на опасна мисия в живота си и във Вселената.
Ейдриън Маккинти живее от април 2008 г. със семейството си в предградието Сейнт Килда на Мелбърн.

## Произведения

### Самостоятелни романи
- Orange Rhymes With Everything (1997)
- Hidden River (2004)
Скритата река, изд. „Атика“ (2005), прев. Петър Герасимов
- Fifty Grand (2009)
- Falling Glass (2011)
- Deviant (2011)
- The Sun is God (2014)
- The Chain (2019)
Веригата, изд. „Анишър“ (2019), прев. Ирина Денева – Слав

### Серия „Майкъл Форсайт“ (Michael Forsythe)
1. Dead I Well May Be (2003)
Ти и аз, моя любов, изд. „Атика“ (2005), прев. Петър Герасимов
2. The Dead Yard (2006)
3. The Bloomsday Dead (2007)

### Серия „Фарът“ (Lighthouse)
1. The Lighthouse Land (2006)
2. The Lighthouse War (2007)
3. The Lighthouse Keepers (2008)

### Серия „Шон Дъфи“ (Sean Duffy)
1. The Cold, Cold Ground (2012)
2. I Hear the Sirens in the Street (2013) – награда „Бари“
3. In the Morning I'll be Gone (2014) – награда „Нед Кели“
4. Gun Street Girl (2015)
5. Rain Dogs (2015) – награда „Едгар“
6. Police at the Station And They Don't Look Friendly (2017)

### Участие в общи серии с други писатели

#### Серия „Акашич Ноар“ (Akashic Noir) – съсСтюарт Невил
- Belfast Noir (2014)

от серията има още 89 романа от различни автори